# Taylor Simpson
Taylor Simpson (ur. 10 września 1993 w Colorado Springs) – amerykańska siatkarka, grająca na pozycji przyjmującej i atakującej. Od sezonu 2019/2020 występuje w drużynie Seongnam Korea Expressway Corporation Hi-pass Zenith.

## Sukcesy reprezentacyjne
Letnie Igrzyska Olimpijskie Młodzieży:
- 2010

Puchar Panamerykański:
- 2016[3]